# Saúde
Saúde is een gemeente in de Braziliaanse deelstaat Bahia. De gemeente telt 12.355 inwoners (schatting 2009).

## Aangrenzende gemeenten
De gemeente grenst aan Caém, Caldeirão Grande, Jacobina, Mirangaba, Pindobaçu en Ponto Novo.